# 松本正友
松本 正友（まつもと まさとも、1849年7月19日（嘉永2年5月30日） - 1916年（大正5年）8月10日）は、日本の政治家、衆議院議員（1期）。

## 経歴
石見国美濃郡虫追村(のち島根県美濃郡中西村、現・益田市)生まれ。漢学を学ぶ。1868年、津和野藩より庄屋に任ぜられ、のち、戸長となる。島根県会議員、虫追村会議員、村連合会議員、郡所得税調査委員、日本赤十字社地方委員、同島根支部幹事、徴兵参事員、所得税調査委員、島根県会副議長、中西村農会長、同村会議員、日本赤十字社正社員となる。
1894年9月の第4回衆議院議員総選挙において島根5区から自由党公認で立候補して落選した。1898年3月の第5回衆議院議員総選挙で自由党から立候補したが落選。同年8月の第6回衆議院議員総選挙で憲政党から立候補して当選する。衆議院議員を1期務め、1902年の第7回衆議院議員総選挙は不出馬。1916年に死去した。